# Qīr
Qīr (persiska: قیر) är en kommunhuvudort i Iran.   Den ligger i provinsen Fars, i den centrala delen av landet, 800 km söder om huvudstaden Teheran. Qīr ligger 774 meter över havet och antalet invånare är 16 839.
Terrängen runt Qīr är varierad.Runt Qīr är det ganska glesbefolkat, med 24 invånare per kvadratkilometer. Qīr är det största samhället i trakten. Omgivningarna runt Qīr är i huvudsak ett öppet busklandskap.